# Roberto Floris
Roberto Ezequiel Floris (Santa Rosa, Argentina, 5 de enero de 1986) es un futbolista argentino. Juega como lateral por izquierda y actualmente milita en Leandro N Alem de la Primera C (Argentina) y su primer equipo fue Vélez Sársfield. También pasó por Chile.

## Clubes
| Club                   | País      | Año           |
| ---------------------- | --------- | ------------- |
| Vélez Sársfield        | Argentina | 2007-2008     |
| Everton                | Chile     | 2009          |
| San Martín de San Juan | Argentina | 2010-2011     |
| Tiro Federal           | Argentina | 2011-2012     |
| Instituto de Córdoba   | Argentina | 2012-2013     |
| Deportivo Merlo        | Argentina | 2013-2014     |
| Barracas Central       | Argentina | 2014-2015     |
| Tristán Suárez         | Argentina | 2016-2019     |
| Deportivo Merlo        | Argentina | 2019-2021     |
| Atlas                  | Argentina | 2022          |
| Cañuelas               | Argentina | 2023          |
| Leandro N. Alem        | Argentina | 2024-presente |